# アムブロシア (小惑星)
アムブロシア(193 Ambrosia)またはアンブロシア は、小惑星帯に位置するS型小惑星の一つ。
フランスの天文学者、ジェローム・E・コッジャがマルセイユで発見した。ギリシア神話に登場する神々の食物アムブロシアーにちなんで命名された。